# 福島県立あさか開成高等学校
福島県立あさか開成高等学校（ふくしまけんりつ あさかかいせいこうとうがっこう）は、福島県郡山市桃見台にある県立高等学校。

## 概要
教育課程は単位制を採用している。2学期制である。同じ市内の福島県立郡山高等学校同様、移転統合された高校の敷地施設を再活用し設置された学校である。福島県内で定時制高校の敷地施設を活用して開校した全日制高校として福島県立福島南高等学校、福島県立いわき光洋高等学校との共通点を有している。

## 設置課程
- 全日制課程
  - 国際科学科

## 沿革
- 1948年 - 福島県立安積第二高等学校（定時制課程）開校。福島県立安積女子高校（現：福島県立安積黎明高等学校）に併設されていた。
- 1955年 - 福島県立岩瀬農業高等学校夜間定時制課程が福島県立須賀川第二高等学校（定時制課程）となる。
- 1980年 - 旧福島県立郡山工業高等学校跡へ移転、単独設置校となる。[1]
- 1988年 - 須賀川第二高校が廃校となり、安積第二高校須賀川校舎となる。
- 1989年 - 福島県立福島中央高等学校と福島県立会津中央高等学校の通信制課程を統合する。
- 1996年 - 安積第二高校を廃校とし、福島県立あさか開成高等学校を開校。安積第二高校の定時制・通信制・須賀川校舎（定時制）を引き継いだほか、新たに全日制単位制課程の国際科学科を設置。
- 2001年 - 須賀川校舎を除く定時制・通信制課程を新設校の福島県立郡山萌世高等学校に移管する。
- 2002年 - 須賀川校舎を閉校。全日制のみの高校となる。
- 2009年 - 募集定員40名減、1学年5クラス設置となる。
- 2015年 - 創立20周年式典挙行
- 2021年 - 募集定員40名減、1学年4クラス設置となる。
- 2022年 - 女子サッカー部，美術部が廃部となる。

## 進路概況
- 国公立大学　…　例年5人前後、大半の進学先は地方国公立大学である。

- 私立大学　…　例年60人前後、特に進学者が多い大学としては、東北学院大学・東北福祉大学、地元郡山市内に所在する工学部を含む日本大学などが挙げられる。

- 短期大学　…　例年40人前後、福島県内・隣県に所在する短期大学への進学者が多い。

主な進学先は、郡山女子大学短期大学部・桜の聖母短期大学・会津大学短期大学部などが挙げられる。
- 専門学校　…　例年100人前後、医療系・事務系の専門学校への進学者が多い。

- 就職　…　公務員・民間企業合計例年30人前後

## 部活動

### 運動部
- 野球部
- サッカー部
- バスケットボール部
- バドミントン部
- バレーボール部
- 卓球部
- 剣道部
- ソフトテニス部
- 陸上競技部

### 文化部
- 音楽部
- 演劇部
- YOSAKOI部
- 読み聞かせボランティア部
- 美術部
- 日本文化部
- 外国語会話部
- フラ・タヒチアン同好会

## 交通
- JR郡山駅から徒歩20分
  - 学校敷地至近を路線バスが走行していないために、市内公立高校では駅前の郡山萌世高校を除くと唯一校名を冠したバス停が存在しない。最寄りのバス停としては福島交通第二中学校バス停か西の内一丁目バス停を利用。

## 著名な出身者
- 八巻智美 - 北京パラリンピック陸上競技銀メダリスト（旧安積第二高校通信制卒）
- 鈴木心 - 写真家
- 岩本紗也加 - ファッションモデル、YouTuber